# طوماس دون (سياسي)
طوماس دون هو فلاح وسياسي بريطاني، ولد في 24 أكتوبر 1933. انتخب الممثل الملكي لهيرفوردشير ‏.